# Hłybokyj Potik
Hłybokyj Potik (ukr. Глибокий Потік) – wieś na Ukrainie, w obwodzie zakarpackim, w rejonie tiaczowskim. Miejscowość etnicznie rumuńska.
W 2001 liczyła 5531 mieszkańców, spośród których 5442 wskazało jako ojczysty język rumuński, 45 ukraiński, 16 rosyjski, 11 mołdawski, 4 węgierski, 5 polski, 1 niemiecki, a 7 inny.